# Tracy Wilson
Pour les articles homonymes, voir Wilson.
Tracy Wilson, née le 25 septembre 1961 à Lachine au Québec, est une patineuse artistique canadienne. Elle est notamment médaillée de bronze aux Jeux olympiques d'hiver de 1988 en danse sur glace avec son partenaire Robert McCall.

## Biographie

### Carrière sportive
En 1980, Tracy Wilson est championne canadienne de danse sur glace avec Mike Stokes. Elle patine dès 1982 avec Robert McCall et remporte cette même année le premier de leurs sept titres canadiens consécutifs. Ils sont 8e aux Jeux olympiques d'hiver de 1984. Le duo est ensuite médaillé de bronze aux Championnats du monde 1986, 1987 et 1988 ainsi qu'aux Jeux olympiques d'hiver de 1988 à Calgary dans leur pays. Ils sont ainsi les premiers Canadiens à atteindre le podium olympique en dance sur glace et deviennent membres du temple de la renommée olympique canadien ainsi que de l'ordre du Canada. Après sa carrière en amateur, Wilson fait des spectacles avec McCall. Après la mort de ce dernier en 1991 à cause du SIDA, elle est commentatrice pour des chaînes de télévision américaines et canadiennes et ambassadrice pour une association caritative.

## Palmarès
Avec son partenaire Robert McCall
| Compétitions principales | 1982    | 1983    | 1984    | 1985    | 1986    | 1987    | 1988    |  |  |  |  |  |  |  |
| Jeux olympiques d'hiver  |         |         | 8e      |         |         |         | 3e      |  |  |  |  |  |  |  |
| Championnats du monde    | 10e     | 6e      | 6e      | 4e      | 3e      | 3e      | 3e      |  |  |  |  |  |  |  |
| Championnats du Canada   | 1re     | 1re     | 1re     | 1re     | 1re     | 1re     | 1re     |  |  |  |  |  |  |  |
|                          |         |         |         |         |         |         |         |  |  |  |  |  |  |  |
| Autre compétition        | 1981/82 | 1982/83 | 1983/84 | 1984/85 | 1985/86 | 1986/87 | 1987/88 |  |  |  |  |  |  |  |
| Skate Canada             |         | 2e      | 1re     |         |         |         | 1re     |  |  |  |  |  |  |  |
|                          |         |         |         |         |         |         |         |  |  |  |  |  |  |  |